# Faustino Velazco
Faustino Velazco (Cochabamba, Virreinato del Río de la Plata, 1800 - Partido de Chascomús, Argentina, 23 de enero de 1853) fue un militar argentino de origen cochabambino que participó en las guerras de independencia del Alto Perú y la Argentina, y posteriormente en la guerra del Brasil y las guerras civiles argentinas.

## Las guerras de independencia
Se enroló como soldado en las fuerzas del coronel Arenales en 1813, y al poco tiempo cayó prisionero de los realistas. Logró fugarse y combatió en la batalla de La Florida. Por segunda vez fue apresado y se fugó. Peleó en las terribles derrotas de Sipe Sipe y El Pari. De algún modo escapó a través de los llanos de Chiquitos, hasta refugiarse en el Paraguay. De allí pasó al Brasil.
En 1818 se trasladó a Buenos Aires, donde consiguió que lo enviaran al Ejército del Norte. Se incorporó como oficial a las fuerzas de Martín Miguel de Güemes, instalándose en Salta, y luchó contra tres sucesivas invasiones realistas al norte argentino.
Participó de la campaña de Arenales al Alto Perú en 1825, que llegó a destino después de la definitiva derrota realista.

## Guerra del Brasil y comienzo de las guerras civiles
De allí pasó al ejército que hizo la campaña al Brasil, como oficial de las fuerzas salteñas aportadas por el coronel José María Paz. A sus órdenes combatió en la batalla de Ituzaingó y en las de Camacuá, y Las Cañas.
De regreso a Buenos Aires, participó de la campaña del general Paz al interior, y participó en la batalla de San Roque. Cuando Paz lanzó su primera campaña represiva contra la resistencia federal en las Sierras de Córdoba, se opuso a los métodos brutales de los oficiales unitarios.
Convencido de que los unitarios no eran populares, se pasó a las filas del caudillo Facundo Quiroga, a cuyas órdenes combatió en la batalla de La Tablada. Desde allí se retiró a órdenes del general José Félix Aldao, a la provincia de Mendoza, donde combatió en la batalla de Pilar. En 1830, después de la derrota federal en la batalla de Oncativo – en que no participó – las provincias de Cuyo fueron invadidas por el coronel unitario José Videla Castillo. Intentó alguna resistencia, pero fue tomado preso.
Permaneció encerrado un año en un calabozo subterráneo, y de allí fue enviado, encadenado, a Tucumán y posteriormente a Bolivia. Sólo al llegar a su país natal, recobró su libertad. Regresó a Salta poco después de la victoria federal de La Ciudadela.

## Guerras contra Juan Manuel de Rosas
Se trasladó a Buenos Aires, donde continuó su carrera militar, llegando al grado de teniente coronel. Prestó servicios en la capital hasta 1833, año en que intentó defender al gobernador Balcarce contra la Revolución de los Restauradores. Fue apartado de todo mando militar hasta el año 1835, en que fue dado de baja del ejército por orden del gobernador Juan Manuel de Rosas. Emigró a Montevideo poco después.
Se unió a la campaña de 1839 del general unitario Juan Lavalle contra la provincia de Entre Ríos. Combatió en la batalla de Yeruá, logrando el ascenso al grado de coronel. Se unió al segundo ejército correntino contra Rosas, combatiendo en las batallas de Don Cristóbal y Sauce Grande. Después de esa batalla se separó del ejército y regresó a Montevideo.
En abril de 1841 viajó nuevamente a Corrientes, donde se unió al ejército organizado por el general Paz. Combatió como jefe de división en la batalla de Caaguazú, importante victoria unitaria.
Participó en la invasión del general Paz a Entre Ríos. Este lo envió al pueblo de Victoria a reunir soldados, pero fue derrotado. Acompañó a Paz en su viaje a la costa del río Uruguay, en que sus soldados federales lo abandonaron y fue derrotado por el coronel Crispín Velázquez. Posteriormente se retiró, siguiendo siempre a Paz, a Montevideo. Participó de la defensa contra el sitio de Montevideo, impuesto por el general Manuel Oribe.
En 1844 pasó nuevamente a Corrientes, siguiendo al general Paz, para la formación del nuevo ejército correntino; participó de la campaña defensiva de 1846, pero quedó del lado del gobernador Joaquín Madariaga cuando Paz se enemistó con este. Luchó en el desastre de Potrero de Vences, y se vio obligado a emigrar al Brasil.

## Caseros y San Gregorio
En 1851 se trasladó al Uruguay y se unió al Ejército Grande, organizado por Justo José de Urquiza. Participó en la campaña contra Rosas, y en la batalla de Caseros.
Poco después fue enviado por los unitarios de Buenos Aires a buscar al general Paz, que residía en Montevideo, para proponerle asumir el mando nacional que ejercía Urquiza. El 11 de septiembre de 1852 se unió a la revolución unitaria de Buenos Aires.
Cuando, a principios de diciembre, estalló la contrarrevolución federal de Hilario Lagos, salió a campaña a enfrentarla. Logró reunir varios grupos de soldados dispuestos a secundar al gobierno provincial, y obtuvo una victoria parcial sobre los federales. Se unió al ejército formado por Pedro Rosas y Belgrano, enviado desde la capital a formar un ejército en el sur de la provincia de Buenos Aires para romper el sitio que le imponía a la capital el ejército federal.
El ejército de Rosas y Belgrano acampó en las inmediaciones de la desembocadura del río Salado, ya que esperaba recibir armamento enviado por buque desde Buenos Aires. Antes de que llegara el esperado armamento, llegó el ejército enemigo, al mando del general Gregorio Paz. Rosas y Belgrano puso a Velazco al mando de su ejército para la batalla, conocida como batalla de San Gregorio, del 22 de enero de 1853. Tras un breve choque, que favoreció a los federales, el ejército unitario se dispersó. Muchos de sus hombres fueron tomados prisioneros, y otros huyeron cruzando el río Salado. Viendo la barranca de este demasiado alta, Velazco no se decidió a saltar al agua, siendo alcanzado por sus enemigos e inmediatamente degollado.